# Zeptómetro
El zeptómetro es la unidad de longitud equivalente a una miltrillonésima parte de un metro. Se abrevia zm.
1 zm = 1×10−21 m

## Otras equivalencias
1 am = 1000 zm
1 zm = 1000 ym